# Бондарчук, Виктор Степанович
Виктор Степанович Бондарчук — советский хозяйственный и политический деятель.

## Биография
Родился в 1936 году. Член КПСС с 1956 года.
Окончил Дальневосточный государственный университет, Академию общественных наук при ЦК КПСС.
В 1959—1974 гг. — секретарь комитета комсомола ДальГУ, первый секретарь Фрунзенского райкома ВЛКСМ, заместитель заведующего отделом Приморского крайкома ВЛКСМ, инструктор, лектор Приморского крайкома КПСС, секретарь — заведующий отделом Приморского крайкома ВЛКСМ, руководитель лекторской группы Приморского крайкома КПСС, секретарь Владивостокского горкома КПСС.
В 1974—1988 гг. — инструктор отдела, инспектор ЦК, заведующий сектором, заместитель заведующего подотделом ЦК КПСС.
В 1988—1990 гг. — первый секретарь Сахалинского обкома КПСС.
Делегат XIX конференции КПСС.
Жил в Москве.